# Liste der Naturdenkmale in Griesingen
| Naturdenkmale | Anzahl |
| ------------- | ------ |
| FND           | 0      |
| END           | 7      |
| Gesamt        | 7      |

Die Liste der Naturdenkmale in Griesingen nennt die verordneten Naturdenkmale (ND) der im baden-württembergischen Alb-Donau-Kreis liegenden Gemeinde Griesingen. In Griesingen gibt es insgesamt sieben als Naturdenkmal geschützte Objekte, keines ist ein flächenhaftes Naturdenkmal (FND), alle sind Einzelgebilde-Naturdenkmale (END).
Stand: 31. Oktober 2016.

## Einzelgebilde (END)
| Name                     | Bild | Kennung     | Einzelheiten | Position | Fläche Hektar | Datum         |
| ------------------------ | ---- | ----------- | ------------ | -------- | ------------- | ------------- |
| 1 Esche                  | BW   | 84250500002 | Griesingen   | ⊙        | 0,0           | 27. Jan. 1999 |
| 1 Kastanie               | BW   | 84250500001 | Griesingen   | ⊙        | 0,0           | 27. Jan. 1999 |
| 1 Silberweide            |      | 84250500005 | Griesingen   | ???      | 0,0           | 27. Jan. 1999 |
| 1 Stieleiche             | BW   | 84250500003 | Griesingen   | ⊙        | 0,0           | 27. Jan. 1999 |
| 1 Stieleiche             | BW   | 84250500006 | Griesingen   | ⊙        | 0,0           | 27. Jan. 1999 |
| 1 Stieleiche             |      | 84250500007 | Griesingen   | ???      | 0,0           | 27. Jan. 1999 |
| 1 Wasserbirne            | BW   | 84250500004 | Griesingen   | ⊙        | 0,0           | 27. Jan. 1999 |
| Legende für Naturdenkmal |      |             |              |          |               |               |